# Service des agents illégaux russe et soviétique
 (décembre 2010).
Si vous disposez d'ouvrages ou d'articles de référence ou si vous connaissez des sites web de qualité traitant du thème abordé ici, merci de compléter l'article en donnant les références utiles à sa vérifiabilité et en les liant à la section « Notes et références ».

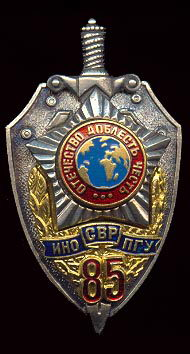
Badge commémoratif des 85 ans du renseignement extérieur russe : INO-Pé-Gué-Ou-SVR.

Le service des agents illégaux du service des renseignements extérieurs de la fédération de Russie (SVR) et de l'ancienne première direction générale du KGB regrouperait :
- les éléments opérationnels de la « réserve spéciale » et des agents exerçant secrètement à l'étranger les activités d'espionnage sous les couvertures non officielles, dans les antennes dites « illégales » ;
- la ligne N des antennes dites « légales » du SVR ou du KGB à l'étranger ;
- ainsi que l'appareil central (ancienne direction S de la première direction générale du KGB) chargé du renseignement dit « illégal », de la logistique, du recrutement et de la formation des « illégaux » au sein de l'Administration centrale du SVR de Russie.

## Organisation

### La réserve spéciale
L'expression professionnelle « réserve spéciale » (en russe : Особый резерв, офицер Особого резерва, оперативный сотрудник Особого резерва) s'utilise pour désigner l'ensemble des officiers de carrière illégaux (russe : нелегалы, разведчики-нелегалы, разведчики Особого резерва, оперативные сотрудники Особого резерва) c'est-à-dire les éléments opérationnels du SVR en activité sous les couvertures profondes.
Les illégaux russes correspondent plus ou moins aux NOC en classification américaine (en anglais : non official cover operatives), mais l'expression américaine est plus large que la russe car elle englobe aussi les agents sous couverture travaillant pour d'autres services spéciaux et même la police, y compris sous les couvertures américaines mais non officielles. En terminologie soviétique un illégal n'était jamais sur le terrain avec les documents de l'URSS.
Le terme professionnel russe « agent illégal » comprend uniquement des étrangers non professionnels du renseignement et sans la citoyenneté de l'URSS ou de la Russie qui ne sont pas les personnels de carrière au sein des services spéciaux, qui exercent leurs missions sur le terrain sous les fausses identités étrangères et qui sont dirigés dans leurs activités d'espionnage par les officiers de carrière légaux ou illégaux des services spéciaux russes ou soviétiques appelés les officiers traitants.
Le recrutement et la formation opérationnelle des futurs illégaux se font selon un protocole particulier, la plus grande spécificité étant leur caractère strictement individuel (les illégaux ne sont pratiquement jamais entraînés en groupe).

### Antennes à l'étranger dites«illégales»
Même étant très fragiles en cas de défaillances (n'ayant aucune protection diplomatique), les rézidientouras clandestines, dites illégales, étaient et restent la forme idéale opérationnelle car quasiment indécelables par les services ennemis du contre-espionnage. Ces structures sont complètement autonomes et possèdent le plus souvent l'équipement radio nécessaire qui leur permet les communications codées directes avec le « Centre » (administration centrale à Moscou) sans passer par l'intermédiaire des antennes légales sous le toit des représentations officielles diplomatiques russes à l'étranger.
Toutes les opérations réellement importantes (dont le nombre reste assez limité) passent uniquement par ces réseaux clandestins [réf. souhaitée]. Dans les antennes dites « légales » du KGB à l'étranger le travail pour le compte de la direction S était appelé la ligne N (линия Н).

### Le service des illégaux
Le service des illégaux n’apparaît plus dans l'organigramme officiel de l'administration centrale du SVR de Russie.
Il semble peu probable néanmoins que le SVR ait renoncé à ce genre d’activités, il semblerait au contraire que les opérations clandestines jouent un rôle de plus en plus essentiel au sein du SVR.
À l'intérieur de l'administration centrale de l'ancienne première direction générale du KGB, le service des illégaux était concentré dans la direction S (russe : Управление С).
Le directeur du service des illégaux avait au KGB le rang du directeur adjoint de la première direction générale du KGB (Pé-Gué-Ou)), le rang et l'appellation du général-major (une étoile moyenne sur de larges épaulettes dorées, ru:Генерал-майор).

#### Anciens directeurs de la direction S

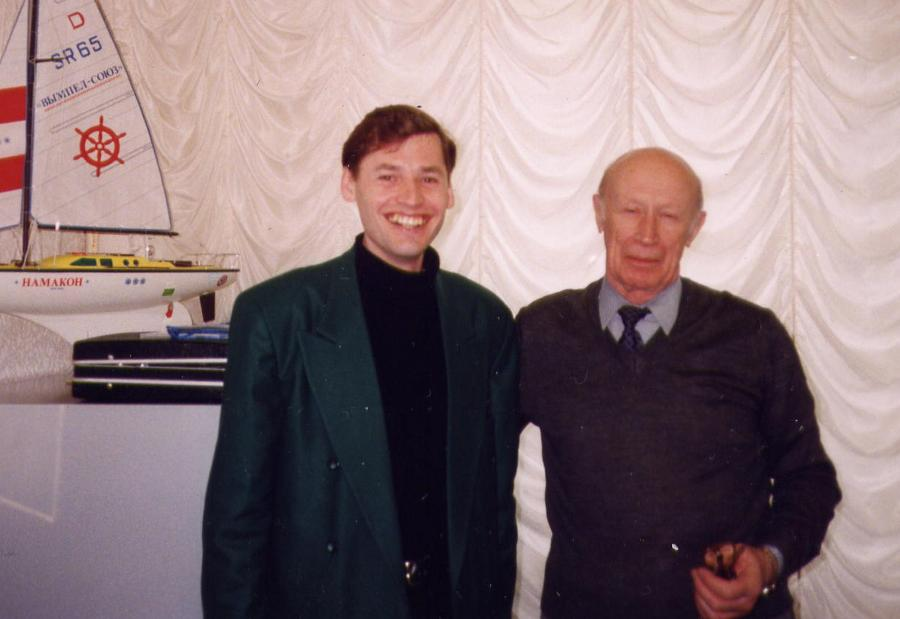
Youri Drozdov avec Sergueï Jirnov dans les locaux du Namakon en 1998.

- Alexandre Mikhaïlovitch Korotkov (1954–1956)[3]
- Alexeï Alexeïevitch Krokhine (1956–1958)[4]
- Vitali Grigorievitch Pavlov (1958-1961)[5]
- Mikhaïl Stépanovitch Tsymbal (1961 – 1966)
- Anatoli Ivanovitch Lazarev (1966–1974)
- Vadim Alexeïevitch Kirpitchenko, (1974-1979), ensuite le premier adjoint au directeur général de la Pé-Gué-Ou du KGB (1979-1991), puis chef de groupe des consultants près le Directeur du SVR de Russie (1991-1997), décédé en 2005[6].
- Iouri Ivanovitch Drozdov, (1979-1991), CEO du cabinet Namakon (« Намакон »)[7]
- Iouri Ivanovitch Jouravliov (1991)

#### Le détachement «Vympel»
Le détachement Spetsnaz Vympel (russe : « Вымпел ») du KGB, créé par Iouri Andropov et Youri Drozdov en août 1981 et dépendant jusqu'à la chute de l'URSS du 8e département de la direction S de la Première direction générale du KGB (le prédécesseur du SVR), a ensuite été rattaché au MVD puis au FSB à partir de 1995. Au SVR, la Vympel a été remplacée en 1998 par le détachement Zaslon.

## Les «illégaux» du SVR après la fin de l'URSS
L'homme qui se faisait appeler Paul William Hampel (en) a été arrêté le 14 novembre 2006 à l'aéroport international Pierre-Elliott-Trudeau de Montréal au Canada alors qu'il s'apprêtait à quitter le pays pour aller à Moscou. Un certificat de sécurité à son nom avait été délivré quelques jours avant par les autorités canadiennes. Au moment de son arrestation, Hampel avait en sa possession un faux certificat de naissance, un passeport canadien et l'équivalent de 7 800 $ en cinq devises. Le service canadien du renseignement de sécurité a affirmé que le prévenu est un membre du service des renseignements extérieurs de la fédération de Russie (SVR), un service de renseignement russe qui a succédé au KGB soviétique. Les autorités canadiennes ont jugé que Hampel constituait une menace pour la sécurité nationale. Après avoir séjourné plus d'un mois en prison, l’espion russe connu sous le nom d'emprunt de Paul William Hampel a été expulsé du Canada le jour de Noël 2006.
Aux États-Unis, dix illégaux du SVR (neuf Russes dont Anna Chapman et une Etats-uno-péruvienne) sont arrêtés le 27 juin 2010 par le Federal Bureau of Investigation, et échangés le 9 juillet 2010 à l'aéroport de Vienne contre quatre Russes accusés d'espionnage au profit des États-Unis et du Royaume-Uni,. Le cerveau du groupe, Christopher Robert Metsos ayant la nationalité canadienne, arrêté à Chypre le 29 juin 2010 a disparu après sa mise en liberté sous caution.
Selon un rapport allemand de 2018, depuis 2006 un total de 20 « illégaux » déployés par les services russes ont été démasqués dans les États membres de l'UE et de l'OTAN. Le total n'est pas détaillé ; il comprend probablement « Paul William Hampel » expulsé du Canada en 2006, des membres du programme des Illégaux arrêtés aux États-Unis en 2010 (certains n'opéraient pas sous fausse identité) ainsi que « Christopher Metsos » qui a échappé aux arrestations à Chypre, « Henry Frith » à Madrid, le couple « Andreas et Heidrun Anschlag » arrêté en Allemagne en 2011, peut-être Evgeny Buryakov arrêté aux États-Unis en 2015 (il opérait sous ses vrais nom et nationalité mais sans couverture diplomatique), et l'officier-traitant de Frederico Carvalhão Gil arrêté à Rome en 2016.

## Célèbres«illégaux»
- Theodore Maly
- Alexandre Orlov
- Anatoli Gourevitch
- Richard Sorge
- Ivan Zaroubine
- William Fischer dit Rudolf Abel
- Konon Molody
- Yevgeny Runge, « illégal » qui passa à l'Ouest en 1967
- Iossif Grigoulevitch
- Sergueï Jirnov
- Anna Chapman

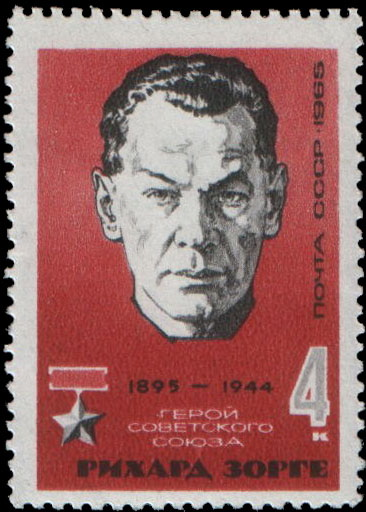
Le célèbre « illégal » soviétique Richard Sorge.
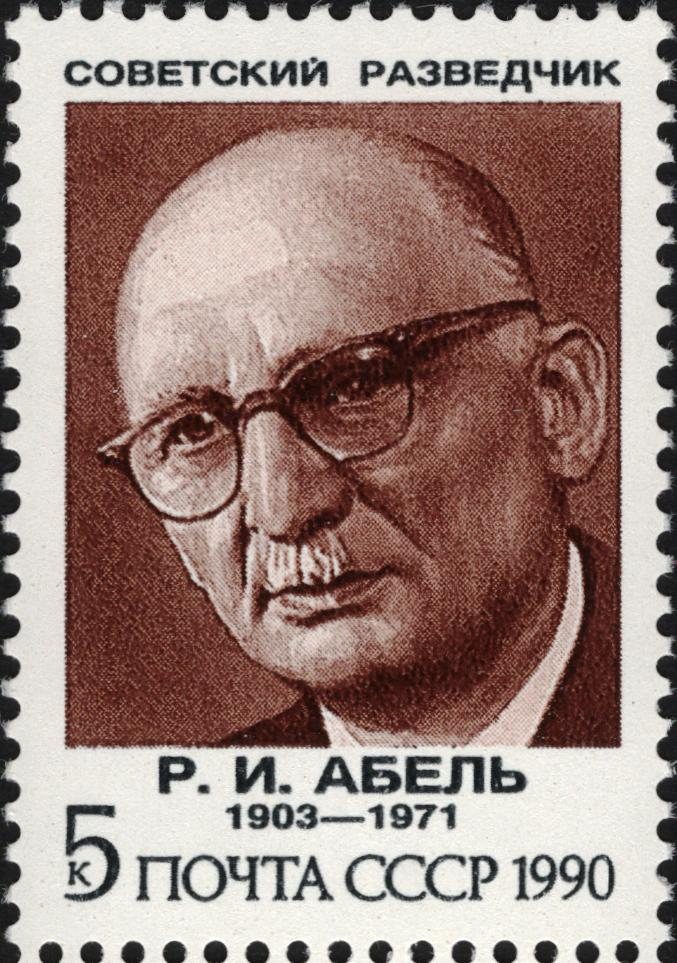
William Fischer sous le faux nom de Rudolf Abel sur un timbre commémoratif de l'URSS en 1990.
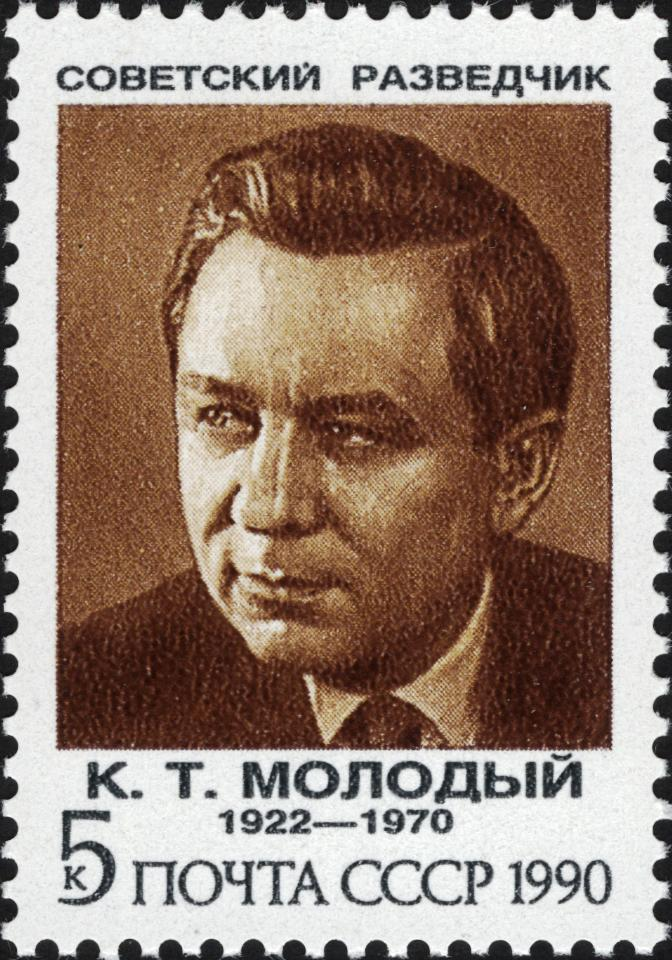
Le célèbre « illégal » soviétique Konon Molody.
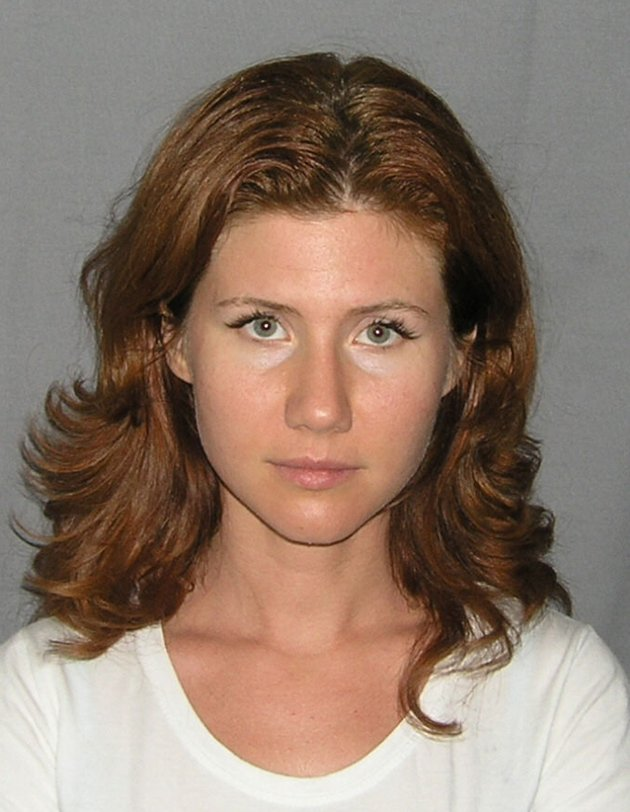
Anna Kouchtchenko, épouse Chapman, membre du réseau d'illégaux arrêtés aux États-Unis en juin 2010.
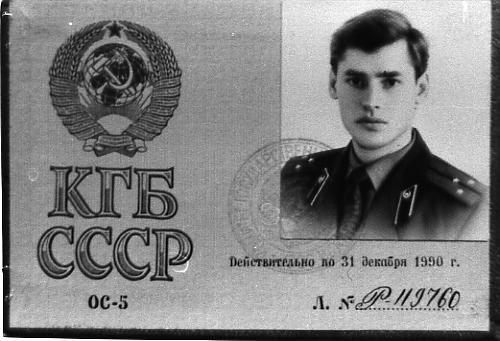
Sergueï Jirnov, ancien « illégal » qui a poursuivi le SVR en justice.

## Dans la culture populaire
- Max Otto von Stierlitz, « illégal » soviétique infiltré au service des renseignements extérieurs (VIe Département du Reichssicherheitshauptamt du IIIe Reich), alias Maxim Maximovitch Isaïev, personnage des livres de Julian Semenov dont Dix-sept Moments de printemps porté à l'écran en 1973 par Tatiana Lioznova et joué par Viatcheslav Tikhonov.
- Alexeï Fédotov alias Heinrich Ekkert, personnage du film L'Exploit d'un éclaireur (1948, studios de Kiev) joué par une star du cinéma soviétique Pavel Kadotchnikov (le film préféré de Vladimir Poutine).
- La série The Americans est centrée sur un couple d'illégaux du KGB vivant aux États-Unis dans les années 1980, « Philip et Elisabeth Jennings ». Au début de la série, ils vivent depuis 15 ans sous une fausse identité à Washington avec leurs deux enfants nés sur le sol américain.